# Campo Ashcan

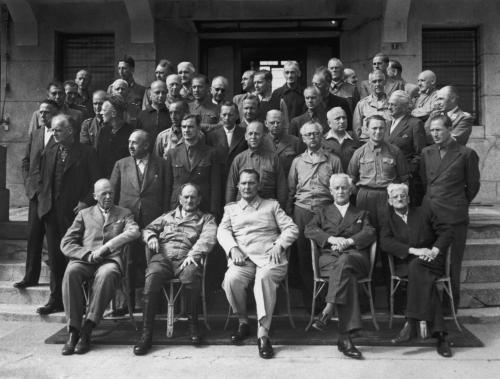
La "classe dei 45": prigionieri di Ashcan in posa per una foto di gruppo nell'agosto 1945. Al centro della fila inferiore, Hermann Göring.

Il luogo di prigionia continentale centrale n. 32 per prigionieri di guerra (in inglese Central Continental Prisoner of War Enclosure No. 32), nome in codice Ashcan, era un campo di prigionieri di guerra alleato nel Palace Hotel di Mondorf-les-Bains, in Lussemburgo durante la seconda guerra mondiale. Esso operò da maggio ad agosto del 1945 e servì come stazione di elaborazione e centro di interrogatorio per gli ottantasei leader nazisti sopravvissuti più importanti prima del loro processo a Norimberga, tra cui Hermann Göring e Karl Dönitz.
Una controparte britannica di Ashcan era il campo Dustbin nel castello di Kransberg vicino a Francoforte sul Meno, ospitava i prigionieri di un'inclinazione più tecnica tra cui Albert Speer e Wernher von Braun.

## Storia

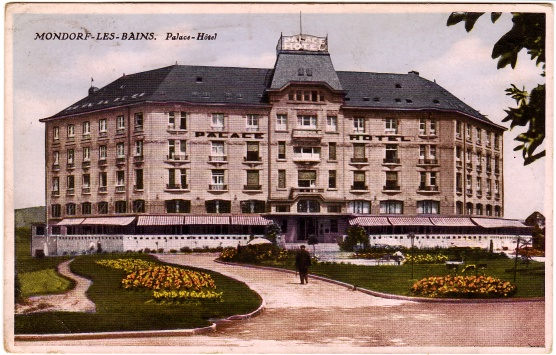
Il Palace Hotel prima della guerra.

Il campo fu istituito per ordine del comando alleato. L'ordine fu impartito dal colonnello dell'esercito americano Burton C. Andrus, e composto da uomini del 391º battaglione antiaereo americano, servizi di intelligence alleati e quarantadue prigionieri di guerra tedeschi selezionati per le loro abilità, tra cui un barbiere, un dentista, un medico e persino un direttore d'albergo.
Il luogo scelto per il campo era il Palace Hotel, un hotel di lusso a quattro piani che dominava la piccola città termale, che nel 1945 era stata utilizzata come luogo di riposo per le truppe statunitensi. L'hotel venne trasformato in un'area di massima sicurezza con una recinzione elettrificata di filo spinato alta quindici piedi, torri di guardia con mitragliatrici e luci Klieg. La sicurezza era così stretta che persino la polizia militare a guardia del perimetro non sapevano cosa accadesse all'interno; essi scherzavano sul fatto che per entrare bisognava richiedere "un passaggio firmato da Dio, e qualcuno doveva verificarne la firma". Le condizioni nella prigione erano spartane. L'arredamento dell'hotel era stato sostituito da lettini dell'esercito e tavoli pieghevoli.
Il 10 agosto 1945 i prigionieri furono trasferiti a Norimberga per essere processati e il campo fu smantellato poco dopo. L'edificio continuò a fungere da hotel fino al 1988, quando venne demolito per far posto a delle terme più moderne.

## Prigionieri
I prigionieri di Ashcan includevano la maggior parte degli accusati nei processi di Norimberga e altri alti dignitari nazisti, come:
- Reichsmarschall Hermann Göring;
- Joachim von Ribbentrop, ministro degli Esteri;
- Robert Ley, capo del Fronte tedesco del lavoro;
- Generalfeldmarschall Wilhelm Keitel, capo dell'Oberkommando der Wehrmacht;
- Generaloberst Alfred Jodl;
- Großadmiral Karl Dönitz;
- Fritz Sauckel, plenipotenziario generale per la distribuzione del lavoro;
- Walther Funk, ministro dell'Economia, presidente della Reichsbank;
- Hans Frank, governatore generale della Polonia;
- Wilhelm Frick, ministro degli Interni;
- Arthur Seyß-Inquart, governatore dei Paesi Bassi;
- Julius Streicher, editore del Der Stürmer;
- Johann Ludwig Graf Schwerin von Krosigk, ministro delle finanze;
- Generalfeldmarschall Gerd von Rundstedt;
- Generalfeldmarschall Albert Kesselring;
- Albert Göring, fratello di Hermann Göring, in seguito rilasciato senza accuse.